# Abu'l-Hasan al-Uqlidisi
Abu'l Hasan Ahmad ibn Ibrahim Al-Uqlidisi fue un matemático árabe, nacido probablemente en Damasco, Siria, alrededor de 920 y fallecido presuntamente en la misma ciudad alrededor de 980. Se carece de mayores detalles biográficos sobre al-Uqlidisi, y sólo nos resulta conocido por dos obras de aritmética: Kitab al-fusul fi al-hisab al-Hindi y Kitab al-hajari fi al-hisab.
El manuscrito supérstite del Kitab al-fusul fi al-hisab al-Hindi es una copia del original, hecha en 1157. El manuscrito, que ha sido traducido al inglés por Saidan, indica que el original se compuso en Damasco en los años 952-53. Es el libro más antiguo que haya llegado a nuestros tiempos que presenta el sistema de numerales indios.
El extraordinario valor histórico del texto deriva del hecho de ser el más antiguo en el que se propone un tratamiento de las fracciones decimales. Durante mucho tiempo se supuso que Simon Stevin había sido el primero en proponer las fracciones decimales, pero investigaciones posteriores mostraron que ya habían aparecido en la obra de al-Kashi. Al estudiar la obra de al-Uqlidisi, Saidan sostiene que: "La idea más notable de esta obra es la de fracción decimal. Al-Uqlidisi usa las fracciones decimales como tales, aprecia la importancia de un signo decimal, y sugiere uno bueno". Rashed, por su parte, aun reconociendo la importancia de la contribución, señala en [3] que es "preliminar" a la historia de las fracciones decimales, "de las que el texto de al-Samawal constituye el primer capítulo"